# Orangebrynad trupial
Orangebrynad trupial (Icterus bullockii) är en fågel i familjen trupialer inom ordningen tättingar.

## Utseende och läte
Orangebrynad trupial är en medelstor (17–19 cm) sångfågel, med slank men kraftig kropp och medellång stjärt. Liksom andra trupialer har den en lång näbb som är tjock vid roten men smal och vass vid spetsen. Hanen är lysande orangefärgad under med svart rygg och stora vita vingfläckar. Även ansiktet är orangefärgat med svart strupe och ett svart streck genom ögat. Honan och ungfågeln är gulorange med gråaktig rygg och vitkantade vingtäckare. Hanens sång består av en tre sekunder lång serie med fylliga visslingar uppblandat med skallrande ljud, ofta inlett av gnissliga toner. Även honan sjunger med en liknande serie som avslutas hårdare. Från båda könen hörs hårda, tjattrande varnings- och lockläten, liksom en vass ton.

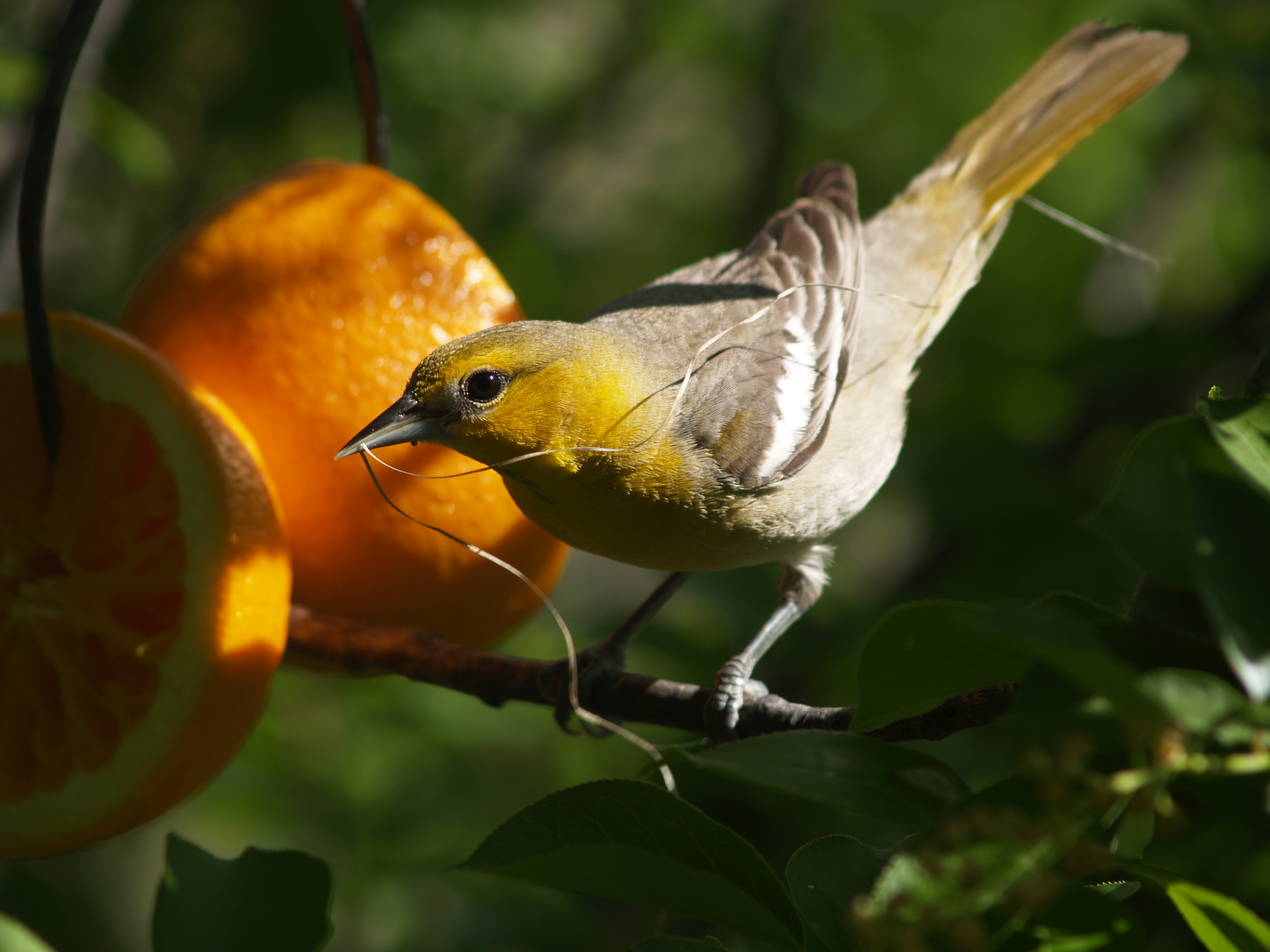
Hona fotograferad i Colorado.

## Utbredning och systematik
Orangebrynad trupial delas in i två underarter med följande utbredning:
- Icterus bullockii bullockii – förekommer i sydvästra Kanada, sydvästra USA och norra Mexiko, flyttar till nordvästra Costa Rica
- Icterus bullockii parvus – förekommer längst i sydvästra USA, norra Baja och nordvästra Sonora, flyttar till Guerrero

## Levnadssätt
Orangebrynad trupial hittas i öppna skogslandskap utmed vattendrag, framför allt bland poplar. De förekommer även i fruktträdgårdar, parker och i mer buskiga marker med ek eller mesquite. Födan består av insekter, men tar även frukt och nektar. De är aktiva och akrobatiska i sina rörelser och ses ofta hänga upp och ner på jakt efter föda.

### Häckning
Honan utser en boplats, vanligen mellan tre och åtta meter ovan mark i ett isolerat träd eller i ett skogsbryn, ofta nära vatten. Det flaskformade boet hängs längst ut på en gren och vävs av växtfibrer och djurhår, huvudsakligen av honan men ibland med hjälp från hanen. Boet är i genomsnitt djupare och bredare än baltimoretrupialens, men med mindre ingång. Däri lägger honan tre till sju ägg.

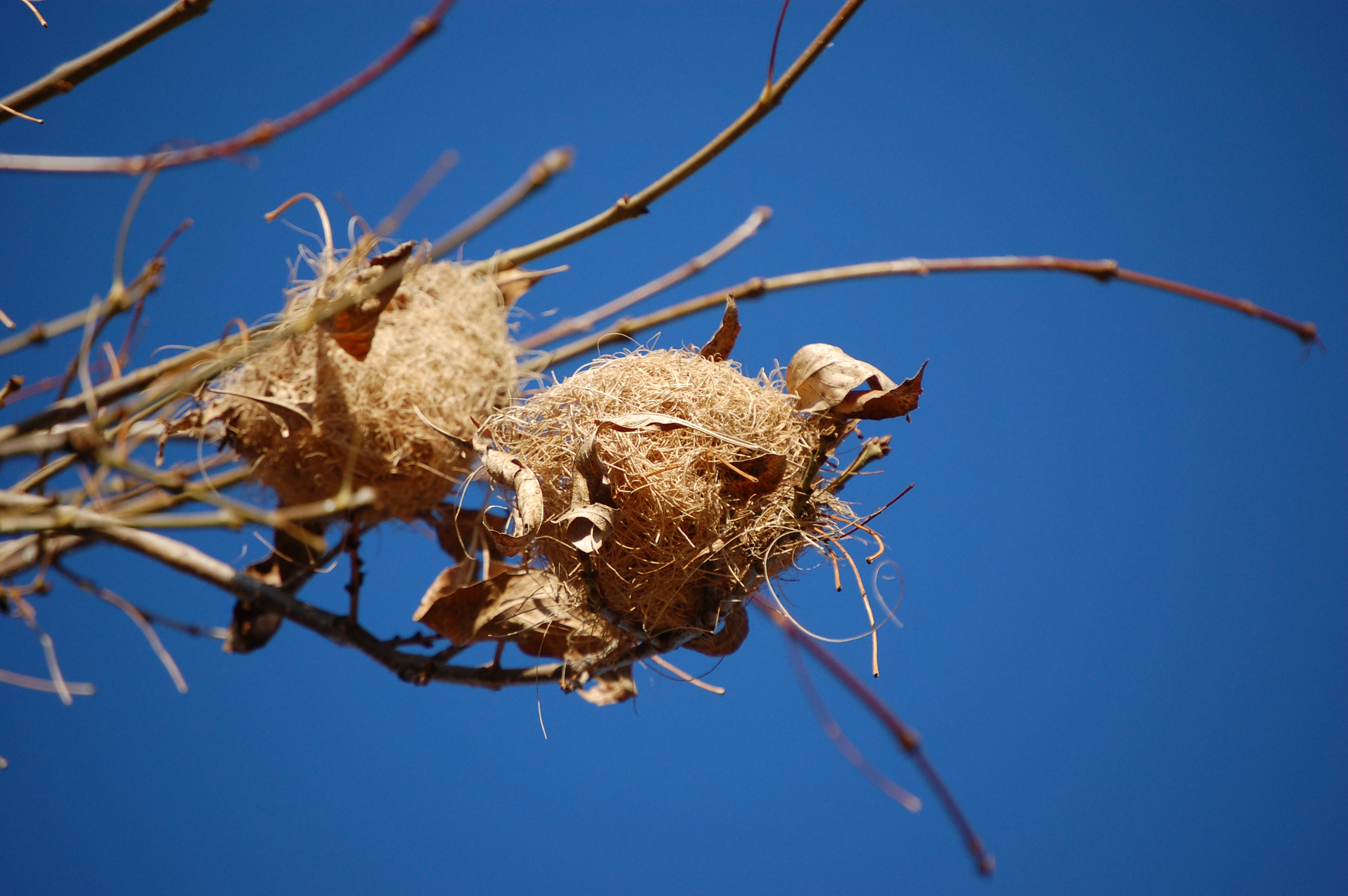
Orangebrynade trupialens bo.

## Status
Internationella naturvårdsunionen IUCN listar arten som livskraftig (LC) och uppskattar att beståndsutvecklingen är stabil. North American Breeding Bird Survey visar dock att beståndet minskat med 29 % mellan 1966 och 2014. Lokalt tros den påverkas av habitatförlust och möjligen av miljögifter.

## Namn
Fågelns vetenskapliga artnamn hedrar William Bullock, Sr. (1775?-1849), engelsk naturforskare och entreprenör samt hans son William Bullock, Jr. (fl. 1826), gruvagent, konstnär och samlare av specimen i Mexiko. Tidigare kallades den Bullocks trupial eller bullocktrupial även på svenska, men tilldelades 2023 ett mer informativt namn av BirdLife Sveriges taxonomikommitté.